# Паратту Равиндран Сриджеш
Паратту Равиндран Сриджеш (малаял. പട്ടത്ത് രവീന്ദ്രൻ ശ്രീജേഷ്; род. 8 мая 1988, Эрнакулам, Керала) — индийский хоккеист на траве, вратарь сборной Индии. Выступает в хоккейной лиге Индии за «Уттар Прадеш Визардс». Бронзовый призёр летних Олимпийских игр 2020 года.

## Биография
Сриджеш родился 8 мая 1988 года в деревне Кижаккамбалам в районе Эрнакулам штата Керала в семье фермеров П. В. Равиндрана и Уши. Он получил начальное образование в школе Святого Антония в Кижаккамбаламе и до шестого класса проучился в средней школе Святого Иосифа в родном городе.
В детстве занимался спринтерским бегом, а затем решил перейти в прыжки в длину и волейбол. В 12 лет он поступил в спортивную школу GV Raja в Тируванантапураме. Именно здесь тренер Сриджеша предложил ему стать вратарём в хоккее.
Сриджеш закончил колледж по специальности «История» в Колламе (штат Керала).
В 2017 году он получил от правительства Индии награду Падма Шри, являющуюся четвёртой гражданской наградой страны.

## Карьера

### Международная карьера
Сриджеш попал в юниорскую сборную в 2004 году в матче против Австралии в Перте в 2004 году. Дебютировал в составе взрослой сборной в 2006 году на Южноазиатских играх в Коломбо. После победы Индии на юниорском чемпионате Азии 2008 года он был признан лучшим вратарём турнира. В течение шести лет он всегда был в составе сборной, хотя часто уступал место на воротах более старшим коллегамАдриану Д’Суза и Бхарату Четтри. Когда в 2011 году он отразил два пенальти в Финале Азиатского чемпионата в городе Ордос против Пакистана, то быстро стал основным вратарём. На чемпионате Азии 2013 года он вновь был признан лучшим голкипером турнира, а Индия заняла второе место.
Сриджеш выступал на летних Олимпийских играх 2012 года в Лондоне, а затем на чемпионате мира в 2014 году. На Азиатских играх 2014 года в Инчхоне он завоевал золотую медаль в составе сборной Индии, отразив в финале два пенальти против Пакистана. На Трофее чемпионов 2014 и 2018 годов его также признавали лучшим вратарём турнира. После впечатляющих выступлений в 2014 году он был номинирован на премию «Лучший голкипер», но проиграл голландцу Яапу Стокманну. Он был капитаном сборной, завоевавшей серебряную медаль на Трофее чемпионов в 2016 году в Лондоне.
13 июля 2016 года Сриджеш стал капитаном индийской сборной, сменив Сардара Сингха.
На Олимпийских играх 2016 года в Рио Сриджеш вместе со сборной Индии вышел в четвертьфинал турнира.
На Олимпийских играх в Токио 5 августа 2021 года Сриджеш был основным вратарём команды, которая завоевала бронзовые медали после победы над Германией со счётом 5:4. Эта медаль стала для Индии первой с Олимпийских игр 1980 года в Москве.

### Клубная карьера
На аукционе, посвящённом открытию сезона Хоккейной лиги Индии, Сриджеш был куплен за 38 тысяч долларов в «Мумбаи Мэджиканс». В 2014 году он перешёл в «Уттар Прадеш Визардс» за 69 тысяч долларов США. За этот клуб он начал играть с 2015 года.

## Личная жизнь
Сриджеш женился на своей давней девушке Анишье, бывшей прыгунье в длину и докторе Аюрведы. У них есть дочь Анусри (родилась в 2014) и сын Срианш (родился в 2017).